# Oskar Bengtsson
Pour les articles homonymes, voir Bengtsson.
Karl Oscar Vilhelm Bengtsson, dit Oskar Bengtsson (14 janvier 1885 à Göteborg – 13 octobre 1972 à Göteborg), est un footballeur international suédois, évoluant au poste de gardien de but.

## Biographie
Oskar Bengtsson reçoit 9 sélections en équipe de Suède entre 1908 et 1913. Il joue son premier match en équipe nationale le 9 septembre 1908 contre l'équipe d'Angleterre et son dernier le 5 octobre 1913 face au Danemark.
Il participe aux Jeux olympiques de 1908, terminant quatrième du tournoi. Lors du tournoi olympique organisé à Londres, il joue deux matchs : contre la Grande-Bretagne et les Pays-Bas, encaissant un total de quatorze buts.